# Il meglio di Grazie per la splendida serata
Il meglio di Grazie per la splendida serata è una compilation live di Elio e le Storie Tese, pubblicata nel 2005 e contenente brani live del loro tour primaverile ed estivo dello stesso anno.
Esattamente come era già successo per il precedente Il meglio di Ho fatto due etti e mezzo, lascio?, anche questa raccolta rappresenta una tournée di 3 mesi strutturato ognuno da una scaletta diversa.

## Tracce

### Grazie per la splendida serata Vol. 1
1. Shpalman® (live in Papiano 23/7/2005)
2. [Gomito a gomito con l'] Aborto (live in Bottanuco 20/7/2005)
3. La terra dei cachi (live in Domodossola 27/6/2005)
4. Fossi figo (live in Castellazzo di Bollate 21/7/2005)
5. Nudo e senza cacchio (live in Castellazzo di Bollate 21/7/2005)
6. Gimmi I. (live in Papiano 23/7/2005)
7. Bis (live in Travo 3/7/2005)
8. L'astronauta pasticcione (live in Travo 3/7/2005)
9. Alfieri (live in Bottanuco 20/7/2005)
10. Discomusic (live in Collegno 19/7/2005)
11. Tapparella (live in Papiano 23/7/2005)

### Grazie per la splendida serata Vol. 2
1. Noi siamo i giovani (con i blue jeans) (live in Sarroch 16/8/2005)
2. La chanson (live in Stimigliano 24/7/2005)
3. Silos (live in Ulignano 27/8/2005)
4. Piattaforma (live in Mogoro 30/7/2005)
5. Aü (live in Mogoro 30/7/2005)
6. La follia della donna (live in Stintino 29/7/2005)
7. Omosessualità (live in Ulignano 27/8/2005)
8. Pagàno (live in Stimigliano 24/7/2005)
9. Li immortacci (live in Stimigliano 24/7/2005)
10. Urna (live in Colle d'Anchise 6/8/2005)
11. Supergiovane (live in Sarroch 16/8/2005)

### Grazie per la splendida serata Vol. 3
1. Abate cruento (live in Modena 12/09/2005)
2. T.V.U.M.D.B. (live in Milano 14/09/2005)
3. Hommage à Violette Nozières (live in Milano 14/09/2005)
4. Caro 2000 (live in Genova 13/09/2005)
5. Litfiba tornate insieme (live in Roma 17/9/2005)
6. Cani e padroni di cani (live in Modena 12/9/2005)
7. Nella vecchia azienda agricola (live in Roma 17/9/2005)
8. Giocatore mondiale (live in Modena 12/9/2005)
9. Acido lattico (live in Roma 17/9/2005)
10. Budy Giampi (live in Milano 14/9/2005)

## Formazione
- Elio - voce, flauto traverso
- Rocco Tanica - pianola
- Faso - chitarra basso
- Cesareo - chitarra alto
- Christian Meyer - batteria
- Jantoman - ulteriori pianole
- Mangoni - artista a sé